# (5158) Ogarev
(5158) Ogarev (1976 YY) – planetoida z pasa głównego asteroid okrążająca Słońce w ciągu 3,78 lat w średniej odległości 2,42 j.a. Odkryta 16 grudnia 1976 roku.